# Municipio de Lykens (Ohio)
El municipio de Lykens (en inglés: Lykens Township) es un municipio ubicado en el condado de Crawford en el estado estadounidense de Ohio. En el año 2010 tenía una población de 660 habitantes y una densidad poblacional de 8,43 personas por km².

## Geografía
El municipio de Lykens se encuentra ubicado en las coordenadas 40°56′35″N 83°1′34″O / 40.94306, -83.02611. Según la Oficina del Censo de los Estados Unidos, el municipio tiene una superficie total de 78.3 km², de la cual 78,29 km² corresponden a tierra firme y (0,01 %) 0,01 km² es agua.

## Demografía
Según el censo de 2010, había 660 personas residiendo en el municipio de Lykens. La densidad de población era de 8,43 hab./km². De los 660 habitantes, el municipio de Lykens estaba compuesto por el 100 % blancos. Del total de la población el 0 % eran hispanos o latinos de cualquier raza.